# 出牛力
出牛 力（でうし ちから、12月13日 - ）は、日本のナレーター、男性声優。埼玉県出身。リベルタ所属。

## 略歴
俳協ボイスアクターズスタジオを卒業後、劇団「NOMADE」研究生を経て現在はリベルタ所属。

## 出演

### テレビアニメ
- ルパン三世 PART IV（2015年、ワン弟）
- ルパン三世 イタリアン・ゲーム（2016年、職員A）

### ドラマCD
- 藍より青し
- 魔性の子

### 吹き替え
- Ultimate Soldier Challenge1＃1、＃4
- 名車発掘チームCARチェイサーズ1＃7
- アクセル全開!オート・マニアック1＃2
- TRUE DETECTIVE/二人の刑事＃3　クリス

### ナレーション

#### テレビCM
- マックスファクター イリューム
- ニコン
- 日立　冷蔵庫　野菜小町
- 味の素 ピュアセレクトマヨネーズ
- きれいな涙 スピリット TV-SPOT
- V6 PV-SPOT
- 国民年金基金連合会
- ベネッセ
- がん予防告知
- ファイザー COPD
- 森永製菓 ミルクキャラメル「パクッ！とHAPPY 編」
- KOSE 雪肌粋　夏マスク
- 三井不動産 レジデンシャルマンション
- ロート製薬 Cキューブ
- ジョンソン 洗濯槽カビキラー
- 花王リーゼ 「ベースメイクシャワー誕生」
- 西武鉄道 秩父さんぽ旅
- yamano 琥珀肌
- 花王 ビオレU　アロマタイム「アロマタイム誕生」「プレシャスドルチェ誕生」「アロマの余韻長続き」
- フコク生命 未来のとびら
- マイナビ マイナビ2015
- FUJITSU らくらくスマートフォン3「凛としたスマホを、あなたへ。」
- 花王 ビオレU　アロマタイム　泡ハンドソープ「アロマハンドソープ誕生」

他多数

#### R-CM
- 富士急ハイランド
- パイオニア プラズマテレビ・オーディオ
- NTTコミュニケーションズ
- エネオス
- 大塚製薬 カロリーメイト
- ネスカフェ

他多数

### テレビ番組
- 映画 群青 〜愛が沈んだ海の色〜（メイキング番組）琉球朝日放送ほか